# Syngastes dentipes
Syngastes dentipes is een eenoogkreeftjessoort uit de familie van de Tegastidae. De wetenschappelijke naam van de soort is voor het eerst geldig gepubliceerd in 1995 door Bartsch.